# Иудаизм в Туркменистане
Иудаизм в Туркменистана являются религией меньшинства, по официальным данным его исповедует около 200 человек. Что составляет около 0,0003 % населения этой страны. Однако отчет о свободе вероисповедания в мире за 2006 год правительства США говорит, что количество иудеев в Туркменистане составляет около 2000 человек, что составляет соответственно 0,003 %.

## История

### Древний мир
Появление первых иудеев в среднеазиатском регионе относится к периоду Персидской державы Ахеменидов в 500-х годах до новой эры. Вторая волна прибыла через 85 лет после смерти Ахашвероша, при Артаксерксе III, в Гирканию, находившуюся на территории современных юго-западного Туркменистана и северного Ирана. Третья группа иудеев прибыла на земли среднеазиатского региона через 20 лет в составе войск Александра Македонского в 330 году до новой эры. Четвёртая волна иудейских переселенцев прибыла на земли среднеазиатского региона через приблизительно 42 года после третьей группы иудеев. Это было в 288 году до новой эры после того, как власть в Азии досталась одному из диадохов Александра Македонского Селевку I Никатору. Одним из городов, который был основан в Азии при Селевке I и в котором иудеям он предоставил права гражданства был город Антиохия-Маргиана в Мервском оазисе. Первые археологические свидетельства проживания иудеев на территории среднеазиатского региона были обнаружены советскими исследователями во время раскопок в Мервском оазисе в 1954 году. Были обнаружены остатки древней синагоги, а также черепки с еврейскими надписями и именами. Обнаруженное относилось к периоду от II века до новой эры до I века новой эры. В начале 300-х годов новой эры об иудеях в среднеазиатском Мервском оазисе содержится упоминание в Вавилонском Талмуде (Ав. Зар. 31б).

### Средневековье
Иудеи продолжили жить в провинции Хорасан вплоть до арабского завоевания Мерва в 652 году. После падения Хазарского каганата в 968/969 году, жители хазарской столицы переселились в среднеазиатский регион и влились в состав иудеев Хорасана и Мавераннахра. На протяжении всего средневековья о жизни иудеев на территории современного Туркменистана сообщали авторы тех лет
В 1219 году происходит завоевание среднеазиатского региона монголами под предводительством Чингизхана. В 1220 году монголы завоевали Бухару и Самарканд, а в 1221 году Ургенч и Мерв. Несмотря на жестокое завоевание городов среднеазиатского региона, иудеи упомянуты уже через 20 лет после вторжения монголов, в 1240 году, историком Ибн аль-Фувати.

## Современное положение
В наше время иудаизм являются религией меньшинства, его исповедует около 200 человек, в основном представители старшего поколения. Все синагоги в стране были закрыты.
По оценкам, в стране проживала тысяча евреев. Большинство из них были членами семей, приехавших из Украины во время Второй мировой войны. В Туркменабаде, на границе с Узбекистаном, проживали несколько еврейских семей, которых называли бухарскими евреями.

## Известные представители
- Елена Георгиевна Боннэр
- Ильяс Эфраимович Малаев